# Mount Ester
Mount Ester ist ein über 2200 m hoher Berg im Australischen Antarktisterritorium. Er ragt 24 km nordwestlich des Mount Macpherson aus dem westlichen Abschnitt der McKay-Kliffs in der Geologists Range auf.
Der United States Geological Survey kartierte ihn anhand eigener Tellurometervermessungen und Luftaufnahmen der United States Navy aus den Jahren von 1960 bis 1962. Das Advisory Committee on Antarctic Names benannte ihn 1966 nach Donald W. Ester, Geologe des United States Antarctic Research Program auf der McMurdo-Station von 1962 bis 1963.